# Will Elfes
Will Elfes (* 29. Februar 1924 in Mönchengladbach; † 20. November 1971 in München) war ein deutscher Bildhauer und Musiker.

## Leben
Seine Eltern waren Elisabeth und Wilhelm Elfes. Nach Abschluss des Gymnasiums wurde er zum Kriegsdienst eingezogen, nahm an der Schlacht um Stalingrad teil und geriet später in Kriegsgefangenschaft.
Drei Jahre lang trampte Elfes mit einem Freund durch Nachkriegsdeutschland. Dann begann er, Heimkehrerfiguren zu modellieren; sein Vater packte diese in einen Koffer und zeigte sie an der Düsseldorfer Kunstakademie, woraufhin Will Elfes dort unmittelbar sein Studium aufnehmen konnte. Später ging er nach Karlsruhe, wo er jedoch kaum noch studierte. Er baute sich eine Hütte am Rhein und zog drei Jahre später nach Hamburg. 1955 ging Elfes nach München und studierte dort Musik. Er vertonte u. a. Texte von François Villon, Christian Morgenstern, Bertolt Brecht, Kurt Tucholsky, Erich Kästner, Joachim Ringelnatz, H. C. Artmann. Er sang selbst zur Gitarre, und seine Lieder wurden teilweise auf Schallplatte veröffentlicht.
Die Stadt München erteilte ihm zahlreiche Bildhaueraufträge für Schulen, Kirchen, Kindergärten, Krankenhäuser und andere öffentliche Bauten. Ausstellungen seiner Werke fanden im In- und Ausland statt. Mit Künstlern aus der DDR gab es eine Austauschausstellung in Rostock. 1964 schuf Elfes einen Gedenkstein für die KZ-Gedenkstätte Dachau.
1965 erhielt Elfes den Schwabinger Kunstpreis in der Kategorie Plastik/Bildhauerei.
1968 trat er in der vom Bayerischen Rundfunk produzierten zwölfteiligen Fernsehserie Telekurs für Autofahrer neben Friedrich von Thun als Moritatensänger auf.

## Darstellung Elfes’  in der bildenden Kunst
- Willi Sitte: Will Elfes (Lithografie, 68,9 × 50,7 cm, 1965)[3]